# Головтеево
Головтеево — село в Малоярославецком муниципальном районе Калужской области. Административный центр сельского поселения «Село Головтеево».
Голохтей, Галафтей — просторечный вариант имении Галактион.

## География
Находится у федеральной автодороги М-3 (Украина)
Рядом —  Исаково,  Ерденево. 

## История
В 1782 году  сельцо Голохтеево, Ивана Терентьевича Богомолова на речке Гнетка.
В 1861 году — деревня Головтеево.
В 1897 году  — деревня Головтеево.
В 1914 году деревня Голофтеево — деревня Бабичевской волости Малоярославецкого уезда.
В 1941 году  — деревня Головтеево.
В 1970 году на место уже бывшей деревни перенесли фабрику по заготовке индейки из села Недельное

## Достопримечательности
Церковь иконы Божией Матери "Всецарица".

## Население
| 2002 | 2010  |
| ---- | ----- |
| 1301 | ↘1223 |